# Kurumba (peuple du Burkina Faso)
Pour les articles homonymes, voir Kurumba.

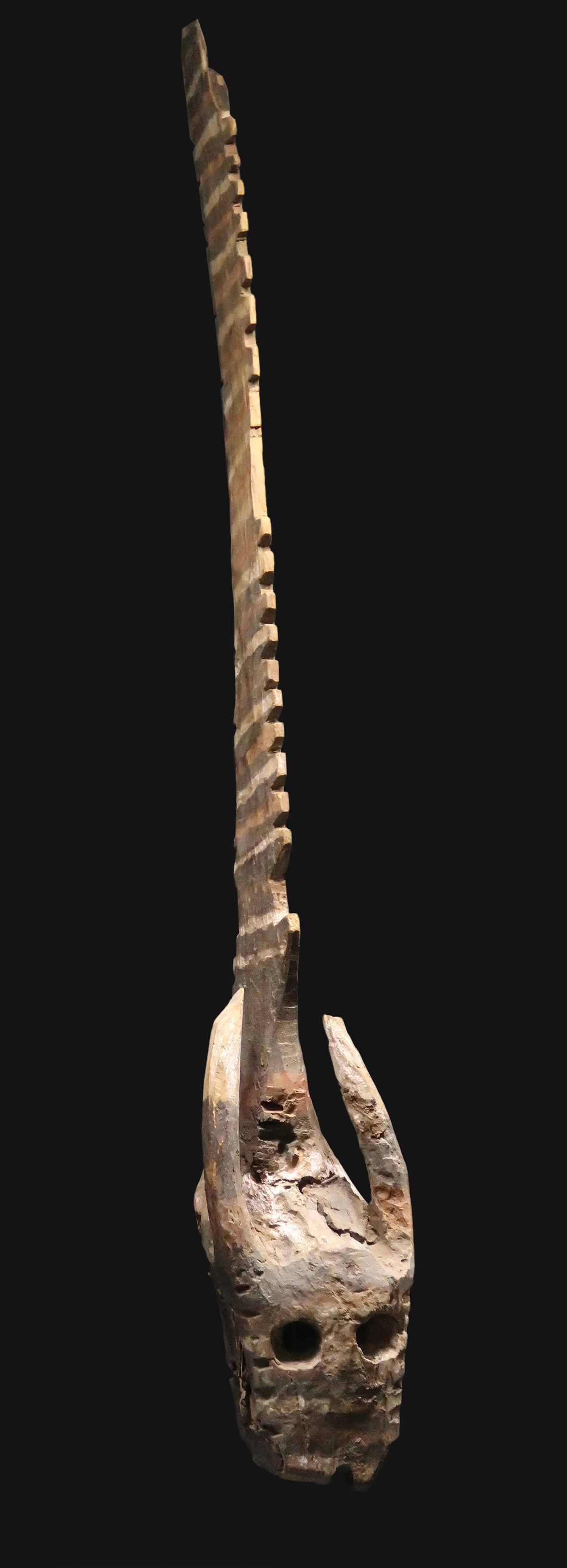
Peuple Kurumba. Burkina Faso, région de Yatenga. Masque à lame. Bois, cauris, coton, fibres végétales, pigments. Muséum de Toulouse

Les Kurumba sont une population d'Afrique de l'Ouest vivant principalement au centre du Burkina Faso.

## Ethnonymie
Selon les sources et le contexte, on observe différentes formes . Cependant que la bonne appellation 
c'est a koromba au pluriel et a koromdo au singulier : Akurumba, Déforobé, Déforo, Foulcé ou Foulsé ou Fulse, Koromfé, Kouroumba, Kouroumbas, Kuruma, Kurumbas, Kurumfe, Lilsé, Nioniossé, Nyonyosi, Sikomsé, Tellem.
À ce titre, deux villages du Burkina Faso ont l'ethnonyme « Foulcé » accolé à leur nom : Nagraogo-Foulcé et Nango-Foulcé.